# Psylla pyri
Psylla pyri är en insektsart som beskrevs av Linnt 1758. Psylla pyri ingår i släktet Psylla och familjen rundbladloppor. Inga underarter finns listade i Catalogue of Life.